# Blackpool Combat Club
Il Blackpool Combat Club è una stable di wrestling attiva in All Elite Wrestling, composta da Jon Moxley, Claudio Castagnoli, Wheeler Yuta, Pac e Marina Shafir. In passato hanno fatto parte della stable Bryan Danielson e il manager William Regal.

## Nel wrestling

### Mosse finali
- Bryan Danielson
  - LeBell Lock (Omoplata crossface)
- Claudio Castagnoli
  - Very European Uppercut (Pop-up European uppercut)
  - Neutralizer (Cradle lift belly to back inverted mat slam)
- Jon Moxley
  - Paradigm Shift (Lifting underhook DDT)
  - Bulldog choke
- Wheeler Yuta
- Yuta Lock (lifting standing figure-four leglock)[1]
- The Seatbelt (leg trap crucifix pin) - dal 2021[1]